# Светско првенство у хокеју на леду 2017 — Дивизија I
Светско првенство дивизије I у хокеју на леду за 2017. у организацији Међународне хокејашке федерације по 17. пут у овом облику одржало се од 22. до 29. априла 2017, као друго по рангу квалитетно такмичење националних селекција за титулу хокејашког светског првака. На првенству је учестовало 12 екипа подељених у две квалитетне групе са по 6 тимова.
Домаћин турнира групе А је била Украјина, односно град Кијев, док се турнир групе Б играо у престоници Северне Ирске Белфасту. Био је то први пут да су обе земље организовале једно овакво хокејашко такмичење.

## Учесници
На првенству учествује укупно 12 националних селекција подељених у две квалитетне скупине са по 6 екипа, од којих је 9 из Европе и 3 из Азије.
Новајлије на првенству у 2017. су селекције Мађарске и Казахстана које су 2016. испале из елитне групе, те селекција Холандије која је била најбоља на првенству друге дивизије 2016. године (такмичи се у групи Б).
| Репрезентација | Резултат у 2016. години        |
| -------------- | ------------------------------ |
| Мађарска       | 15. место у елитној групи      |
| Казахстан      | 16. место у елитној групи      |
| Пољска         | 3. место у Дивизији I, група А |
| Аустрија       | 4. место у Дивизији I, група А |
| Јужна Кореја   | 5. место у Дивизији I, група А |
| Украјина       | 1. место у Дивизији I, група Б |

| Репрезентација   | Резултат у 2016. години         |
| ---------------- | ------------------------------- |
| Јапан            | 6. место у Дивизији I, група А  |
| Велика Британија | 2. место у Дивизији I, група Б  |
| Литванија        | 3. место у Дивизији I, група Б  |
| Хрватска         | 4. место у Дивизији I, група Б  |
| Естонија         | 5. место у Дивизији I, група Б  |
| Холандија        | 1. место у Дивизији II, група А |

## Домаћини турнира
Одлуке о домаћинима турнира друге дивизије за 2017. донесене су на састанку Извршног одбора ИИХФ-а у Москви 20. маја 2016. године. Кандидати за домаћина турнира групе А били су Кијев и Аустрија и Београд, док су кандидати за домаћинство турнира групе Б били Белфаст и Талин.
| Група A                                   |              | Група B                     |
| Кијев                                     | КијевБелфаст | Белфаст                     |
| Кијевска палата спортова Капацитет: 7.000 | КијевБелфаст | ССЕ арена Капацитет: 11.000 |
|                                           | КијевБелфаст |                             |

## Турнир групе А
Такмичење у групи А одржано је у периоду између 22. и 28. априла 2017. године, а све утакмице играле су се у леденој дворани Кијевског спортског центра у украјинском главном граду Кијеву, капацитета око 7.000 седећих места. Турнир се одржавао по једнокружном лигашком бод систему свако са сваким у пет кола. Две најбоље рангиране селекције обезбедиле су пласман у виши ранг такмичења за наредну годину, односно у елитну групу, док последњепласирани тим испада у групу Б прве дивизије.
У односу на претходну годину новајлије у овом рангу такмичења су селекције Мађарске и Казахстана које су годину дана раније испале из елитне групе, те селекција домаћина Украјине која је била најбоља на турниру групе Б прве дивизије.
Прво место на првенству освојила је репрезентација Аустрије која је заједно са другопласираном Јужном Корејом остварила директан пласман у елитну светску групу за наредну годину. Био је то уједно и најбољи резултат у историји јужнокорејског хокеја на леду. Треће место припало је селекцији Казахстана. Последњепласирана, селекција Украјине испала је у групу Б.
За најкориснијег играча турнира проглашен је крилни нападач селекције Аустрије Томас Рафл, док је најефикаснији играч турнира био казахстански нападач Најџел Доус са 9 индексних поена.
На 15 одиграних утакмица постигнуто је укупно 70 голова или у просеку 4,67 голова по утакмици. Утакмице је пратило укупно 51.851 гледалац или у просеку 3.457 гледалаца по утакмици.

### Судије
Међународна хокејашка федерација је за такмичење у овој групи делегирала укупно 14 судија, по 7 главна и помоћних:

| Главне судије - Андрис Ансонс - Данијел Гампер - Јакоб Грумсен - Ројстијан Хансен - Андреас Харнебринг - Владимир Пешина - Џереми Туфтс | Линијске судије - Рајли Боулс - Франко Кастели - Максим Шапу - Данијел Хинек - Артем Корепанов - Улрих Пардачер - Данијел Персон |

### Резултати групе А
Сатница је по локалном времену (УТЦ+3)
| 22. април 2017. 13:30 | Украјина | 3 : 5 (1:1, 2:1, 0:3) | Мађарска | Кијевска спортска дворана, Кијев Посетилаца: 4.612 |

| Извор                                                               | Извор                           | Извор | Извор        | Извор                                                                             |
| ------------------------------------------------------------------- | ------------------------------- | --- | ------------ | --------------------------------------------------------------------------------- |
|                                                                     | Едуард Захарченко               | Голмани                                                                                                  | Миклош Рајна | Судије Јакоб Грумсен Рој Стијан Хансен Линијске судије Рајли Боулс Данијел Персон |
| Сергеј Кузмик − 13:48 Никита Буценко – 27:33 Никита Буценко – 38:51 | 1:0 1:1 1:2 2:2 3:2 3:3 3:4 3:5 | 14:35 – Иштван Барталиш 20:20 – Јанош Ваш 50:41 – Ендру Сарауер 52:53 – Киган Дансеро 59:49 – Јанош Гари |              | Судије Јакоб Грумсен Рој Стијан Хансен Линијске судије Рајли Боулс Данијел Персон |
| 12 мин                                                              | Искључења                       | 12 мин                                                                                                   |              | Судије Јакоб Грумсен Рој Стијан Хансен Линијске судије Рајли Боулс Данијел Персон |
| 24                                                                  | Шутеви на гол                   | 51 |              | Судије Јакоб Грумсен Рој Стијан Хансен Линијске судије Рајли Боулс Данијел Персон |

| 22. април 2017. 17:00 | Јужна Кореја | 4 : 2 (1:0, 1:1, 2:1) | Пољска | Кијевска спортска дворана, Кијев Посетилаца: 2.257 |

| Извор                                                                             | Извор                   | Извор                                         | Извор             | Извор                                                                              |
| --------------------------------------------------------------------------------- | ----------------------- | --------------------------------------------- | ----------------- | ---------------------------------------------------------------------------------- |
|                                                                                   | Мет Далтон              | Голмани                                       | Пшемислав Одробни | Судије Андрис Ансонс Данијел Гампер Линијске судије Артем Корепанов Улрих Пардачер |
| Ким Ки-сунг – 07:51 Шин Санг-вун – 27:07 Ли Јунг-џун – 42:07 Ким Санг-вук – 46:02 | 1:0 2:0 2:1 3:1 4:1 4:2 | 34:40 – Матеуш Брик 49:48 – Бартоломеј Поцеха |                   | Судије Андрис Ансонс Данијел Гампер Линијске судије Артем Корепанов Улрих Пардачер |
| 10 мин                                                                            | Искључења               | 4 мин                                         |                   | Судије Андрис Ансонс Данијел Гампер Линијске судије Артем Корепанов Улрих Пардачер |
| 22                                                                                | Шутеви на гол           | 38                                            |                   | Судије Андрис Ансонс Данијел Гампер Линијске судије Артем Корепанов Улрих Пардачер |

| 22. април 2017. 20:30 | Аустрија | 2 : 3 (0:2, 2:0, 0:1) | Казахстан | Кијевска спортска дворана, Кијев Посетилаца: 2.819 |

| Извор                                         | Извор               | Извор                                                             | Извор            | Извор                                                                            |
| --------------------------------------------- | ------------------- | ----------------------------------------------------------------- | ---------------- | -------------------------------------------------------------------------------- |
|                                               | Бернард Штаркбаум   | Голмани                                                           | Виталиј Колесник | Судије Владимир Пешина Џереми Туфтс Линијске судије Франко Кастели Данијел Хинек |
| Константин Комарек – 24:32 Томас Рафл – 37:31 | 0:1 0:2 1:2 2:2 2:3 | 08:26 – Најџел Доус 14:56 – Најџел Доус 43:38 – Владимир Маркелов |                  | Судије Владимир Пешина Џереми Туфтс Линијске судије Франко Кастели Данијел Хинек |
| 16 мин                                        | Искључења           | 8 мин                                                             |                  | Судије Владимир Пешина Џереми Туфтс Линијске судије Франко Кастели Данијел Хинек |
| 24                                            | Шутеви на гол       | 32                                                                |                  | Судије Владимир Пешина Џереми Туфтс Линијске судије Франко Кастели Данијел Хинек |

| 23. април 2017. 17:00 | Казахстан | 2 : 5 (1:1, 1:0, 0:4) | Јужна Кореја | Кијевска спортска дворана, Кијев Посетилаца: 2.463 |

| Извор                                        | Извор                       | Извор                                                                                             | Извор      | Извор                                                                                 |
| -------------------------------------------- | --------------------------- | ------------------------------------------------------------------------------------------------- | ---------- | ------------------------------------------------------------------------------------- |
|                                              | Виталиј Колесник            | Голмани                                                                                           | Мет Далтон | Судије Јакоб Грумсен Рон Стијан Хансен Линијске судије Артем Корепанов Данијел Персон |
| Брендон Боченски — 08:01 Најџел Доус — 33:25 | 1:0 1:1 2:1 2:2 2:3 2:4 2:5 | 15:56 — Ан Чинху 45:46 — Алекс Плант 47:03 — Шин Санг-вун 49:58 — Алекс Плант 51:41 — Ким Ки-сунг |            | Судије Јакоб Грумсен Рон Стијан Хансен Линијске судије Артем Корепанов Данијел Персон |
| 31 мин                                       | Искључења                   | 6 мин                                                                                             |            | Судије Јакоб Грумсен Рон Стијан Хансен Линијске судије Артем Корепанов Данијел Персон |
| 32                                           | Шутеви на гол               | 21                                                                                                |            | Судије Јакоб Грумсен Рон Стијан Хансен Линијске судије Артем Корепанов Данијел Персон |

| 23. април 2017. 20:30 | Пољска | 2 : 1 (1:0, 0:1, 1:0) | Украјина | Кијевска спортска дворана, Кијев Посетилаца: 5.291 |

| Извор                                          | Извор             | Извор                | Извор              | Извор                                                                                |
| ---------------------------------------------- | ----------------- | -------------------- | ------------------ | ------------------------------------------------------------------------------------ |
|                                                | Пшемислав Одробни | Голмани              | Едуард зЗахарченко | Судије Андреас Харнебринг Владимир Пешина Линијске судије Франко Кастели Максим Шапу |
| Томаш Маласињски − 19:56 Дамјан Капица − 46:34 | 1:0 1:1 2:1       | 38:30 − Роман Благој |                    | Судије Андреас Харнебринг Владимир Пешина Линијске судије Франко Кастели Максим Шапу |
| 10 мин                                         | Искључења         | 6 мин                |                    | Судије Андреас Харнебринг Владимир Пешина Линијске судије Франко Кастели Максим Шапу |
| 30                                             | Шутеви на гол     | 38                   |                    | Судије Андреас Харнебринг Владимир Пешина Линијске судије Франко Кастели Максим Шапу |

| 24. април 2017. 20:30 | Мађарска | 1 : 3 (1:1, 0:0, 0:2) | Аустрија | Кијевска спортска дворана, Кијев Посетилаца: 2.861 |

| Извор                 | Извор           | Извор                                                          | Извор             | Извор                                                                        |
| --------------------- | --------------- | -------------------------------------------------------------- | ----------------- | ---------------------------------------------------------------------------- |
|                       | Миклош Рајна    | Голмани                                                        | Бернард Штаркбаум | Судије Андрис Ансонс Џереми Туфтс Линијске судије Рајли Боулс Улрих Пардачер |
| Киган Дансеро − 06:23 | 0:1 1:1 1:2 1:3 | 03:51 − Томас Рафл 44:33 − Фабио Хофер 47:21 − Доминик Хајнрих |                   | Судије Андрис Ансонс Џереми Туфтс Линијске судије Рајли Боулс Улрих Пардачер |
| 8 мин                 | Искључења       | 8 мин                                                          |                   | Судије Андрис Ансонс Џереми Туфтс Линијске судије Рајли Боулс Улрих Пардачер |
| 29                    | Шутеви на гол   | 28                                                             |                   | Судије Андрис Ансонс Џереми Туфтс Линијске судије Рајли Боулс Улрих Пардачер |

| 25. април 2017. 13:30 | Казахстан | 1 : 0 (про) (0:0, 0:0, 0:0; 1:0) | Пољска | Кијевска спортска дворана, Кијев Посетилаца: 1.536 |

| Извор                | Извор            | Извор   | Извор             | Извор                                                                                      |
| -------------------- | ---------------- | ------- | ----------------- | ------------------------------------------------------------------------------------------ |
|                      | Виталиј Колесник | Голмани | Пшемислав Одробни | Судије Рој Стијан Хансен Андреас Харнебринг Линијске судије Франко Кастели Артем Корепанов |
| Кевин Далман − 61:39 | 1:0              |         |                   | Судије Рој Стијан Хансен Андреас Харнебринг Линијске судије Франко Кастели Артем Корепанов |
| 4 мин                | Искључења        | 6 мин   |                   | Судије Рој Стијан Хансен Андреас Харнебринг Линијске судије Франко Кастели Артем Корепанов |
| 29                   | Шутеви на гол    | 30      |                   | Судије Рој Стијан Хансен Андреас Харнебринг Линијске судије Франко Кастели Артем Корепанов |

| 25. април 2017. 17:00 | Мађарска | 1 : 3 (0:0, 0:1, 1:2) | Јужна Кореја | Кијевска спортска дворана, Кијев Посетилаца: 2.713 |

| Извор                 | Извор           | Извор                                                        | Извор      | Извор                                                                         |
| --------------------- | --------------- | ------------------------------------------------------------ | ---------- | ----------------------------------------------------------------------------- |
|                       | Бенце Балиш     | Голмани                                                      | Мет Далтон | Судије Владимир Пешина Џереми Тафтс Линијске судије Максим Шапу Данијел Хинек |
| Данијел Когер − 23:45 | 0:1 1:1 1:2 1:3 | 35:43 − Ким Ки-сунг 46:31 − Шин Санг-хун 55:13 − Шин Санг-ву |            | Судије Владимир Пешина Џереми Тафтс Линијске судије Максим Шапу Данијел Хинек |
| 12 мин                | Искључења       | 10 мин                                                       |            | Судије Владимир Пешина Џереми Тафтс Линијске судије Максим Шапу Данијел Хинек |
| 23                    | Шутеви на гол   | 33                                                           |            | Судије Владимир Пешина Џереми Тафтс Линијске судије Максим Шапу Данијел Хинек |

| 25. април 2017. 20:30 | Украјина | 0 : 1 (0:0, 0:1, 0:0) | Аустрија | Кијевска спортска дворана, Кијев Посетилаца: 5.005 |

| Извор  | Извор             | Извор                 | Извор             | Извор                                                                          |
| ------ | ----------------- | --------------------- | ----------------- | ------------------------------------------------------------------------------ |
|        | Едуард Захарченко | Голмани               | Бернард Штаркбаум | Судије Данијел Гампер Јакоб Грумсен Линијске судије Рајли Боулс Данијел Персон |
|        | 0:1               | 35:57 − Данијел Вогер |                   | Судије Данијел Гампер Јакоб Грумсен Линијске судије Рајли Боулс Данијел Персон |
| 18 мин | Искључења         | 12 мин                |                   | Судије Данијел Гампер Јакоб Грумсен Линијске судије Рајли Боулс Данијел Персон |
| 26     | Шутеви на гол     | 43                    |                   | Судије Данијел Гампер Јакоб Грумсен Линијске судије Рајли Боулс Данијел Персон |

| 26. април 2017. 20:30 | Казахстан | 4 : 2 (2:0, 0:2, 2:0) | Украјина | Кијевска спортска дворана, Кијев Посетилаца: 4.806 |

| Извор                                                                                       | Извор                   | Извор                                          | Извор           | Извор                                                                            |
| ------------------------------------------------------------------------------------------- | ----------------------- | ---------------------------------------------- | --------------- | -------------------------------------------------------------------------------- |
|                                                                                             | Виталиј Колесник        | Голмани                                        | Богдан Дјаченко | Судије Андрис Ансонс Данијел Гампер Линијске судије Данијел Хинек Улрих Пардачер |
| Најџел Доус − 03:21 Мартин Сен-Пјер − 19:59 Никита Михалис − 41:59 Брендон Боченски − 57:04 | 1:0 2:0 2:1 2:2 3:2 4:2 | 34:25 − Дмитриј Нименко 35:16 − Сергеј Бабинец |                 | Судије Андрис Ансонс Данијел Гампер Линијске судије Данијел Хинек Улрих Пардачер |
| 8 мин                                                                                       | Искључења               | 10 мин                                         |                 | Судије Андрис Ансонс Данијел Гампер Линијске судије Данијел Хинек Улрих Пардачер |
| 47                                                                                          | Шутеви на гол           | 22                                             |                 | Судије Андрис Ансонс Данијел Гампер Линијске судије Данијел Хинек Улрих Пардачер |

| 27. април 2017. 17:00 | Пољска | 2 : 0 (0:0, 2:0, 0:0) | Мађарска | Кијевска спортска дворана, Кијев Посетилаца: 2.874 |

| Извор                                           | Извор             | Извор   | Извор       | Извор                                                                           |
| ----------------------------------------------- | ----------------- | ------- | ----------- | ------------------------------------------------------------------------------- |
|                                                 | Пшемислав Одробни | Голмани | Бенце Балиш | Судије Данијел Гампер Џереми Тафтс Линијске судије Франко Кастели Данијел Хинек |
| Кшиштоф Запаља − 25:01 Томаш Маласињски − 25:50 | 1:0 2:0           |         |             | Судије Данијел Гампер Џереми Тафтс Линијске судије Франко Кастели Данијел Хинек |
| 14 мин                                          | Искључења         | 16 мин  |             | Судије Данијел Гампер Џереми Тафтс Линијске судије Франко Кастели Данијел Хинек |
| 27                                              | Шутеви на гол     | 25      |             | Судије Данијел Гампер Џереми Тафтс Линијске судије Франко Кастели Данијел Хинек |

| 27. април 2017. 20:30 | Аустрија | 5 : 0 (3:0, 1:0, 1:0) | Јужна Кореја | Кијевска спортска дворана, Кијев Посетилаца: 3.511 |

| Извор | Извор               | Извор   | Извор      | Извор                                                                                |
| --- | ------------------- | ------- | ---------- | ------------------------------------------------------------------------------------ |
| | Бернхард Штаркбаум  | Голмани | Мет Далтон | Судије Андреас Харнебринг Владимир Пешина Линијске судије Максим Шапу Улрих Пардачер |
| Лукас Хаудум − 12:09 Брајан Леблер − 12:57 Доминик Хајнрих − 16:26 Константин Комарек − 24:36 Стивен Стронг − 49:09 | 1:0 2:0 3:0 4:0 5:0 |         |            | Судије Андреас Харнебринг Владимир Пешина Линијске судије Максим Шапу Улрих Пардачер |
| 4 мин | Искључења           | 6 мин   |            | Судије Андреас Харнебринг Владимир Пешина Линијске судије Максим Шапу Улрих Пардачер |
| 36 | Шутеви на гол       | 25      |            | Судије Андреас Харнебринг Владимир Пешина Линијске судије Максим Шапу Улрих Пардачер |

| 28. април 2017. 13:30 | Мађарска | 1 : 3 (1:2, 0:0, 0:1) | Казахстан | Кијевска спортска дворана, Кијев Посетилаца: 2.323 |

| Извор                 | Извор           | Извор                                                            | Извор            | Извор                                                                               |
| --------------------- | --------------- | ---------------------------------------------------------------- | ---------------- | ----------------------------------------------------------------------------------- |
|                       | Миклош Рајна    | Голмани                                                          | Виталиј Колесник | Судије Андреас Харнебринг Владимир Пешина Линијске судије Максим Шапу Данијел Хинек |
| Калвин Сагерт − 17:34 | 0:1 0:2 1:2 1:3 | 02:48 − Келвин Далман 10:25 − Никита Михалис 59:47 − Најџел Доус |                  | Судије Андреас Харнебринг Владимир Пешина Линијске судије Максим Шапу Данијел Хинек |
| 8 мин                 | Искључења       | 10 мин                                                           |                  | Судије Андреас Харнебринг Владимир Пешина Линијске судије Максим Шапу Данијел Хинек |
| 32                    | Шутеви на гол   | 27                                                               |                  | Судије Андреас Харнебринг Владимир Пешина Линијске судије Максим Шапу Данијел Хинек |

| 28. април 2017. 17:00 | Пољска | 0 : 11 (0:3, 0:4, 0:4) | Аустрија | Кијевска спортска дворана, Кијев Посетилаца: 3.453 |

| Извор | Извор                                         | Извор | Извор              | Извор                                                                             |
| ----- | --------------------------------------------- | --- | ------------------ | --------------------------------------------------------------------------------- |
|       | Пшемислав Одробни Рафал Рађишевски            | Голмани | Бернхард Штаркбаум | Судије Рој Стијан Хансен Џереми Тафтс Линијске судије Рајли Боулс Артем Корепанов |
|       | 0:1 0:2 0:3 0:4 0:5 0:6 0:7 0:8 0:9 0:10 0:11 | 01:44 − Мартин Улмер 07:01 − Брајан Леблер 10:02 − Фабио Хофер 28:36 − Томас Рафл 29:07 − Лукас Хаудум 35:39 − Константин Комарек 39:51 − Константин Комарек 46:52 − Стивен Стронг 48:27 − Лукас Хаудум 50:31 − Брајан Леблер 55:20 − Брајан Леблер |                    | Судије Рој Стијан Хансен Џереми Тафтс Линијске судије Рајли Боулс Артем Корепанов |
| 4 мин | Искључења                                     | 8 мин |                    | Судије Рој Стијан Хансен Џереми Тафтс Линијске судије Рајли Боулс Артем Корепанов |
| 26    | Шутеви на гол                                 | 30 |                    | Судије Рој Стијан Хансен Џереми Тафтс Линијске судије Рајли Боулс Артем Корепанов |

| 28. април 2017. 20:30 | Јужна Кореја | 2 : 1 (пен) (0:0, 1:1, 0:0; 0:0; 0:0) | Украјина | Кијевска спортска дворана, Кијев Посетилаца: 5.327 |

| Извор                                                 | Извор          | Извор                                               | Извор             | Извор                                                                            |
| ----------------------------------------------------- | -------------- | --------------------------------------------------- | ----------------- | -------------------------------------------------------------------------------- |
|                                                       | Мет Далтон     | Голмани                                             | Едуард Захарченко | Судије Андрис Ансонс Јакоб Грумсен Линијске судије Франко Кастели Данијел Персон |
| Ан Ђин-хуј − 24:59 Мајкл Свифт Чо Мин-хо Шин Санг-хун | 1:0 1:1 Пенали | 33:24 − Сергеј Бабињец Никита Буценко Виталиј Љалка |                   | Судије Андрис Ансонс Јакоб Грумсен Линијске судије Франко Кастели Данијел Персон |
| 6 мин                                                 | Искључења      | 6 мин                                               |                   | Судије Андрис Ансонс Јакоб Грумсен Линијске судије Франко Кастели Данијел Персон |
| 37                                                    | Шутеви на гол  | 23                                                  |                   | Судије Андрис Ансонс Јакоб Грумсен Линијске судије Франко Кастели Данијел Персон |

#### Табела групе А
|  | Пласман на СП 2018.                |
|  | Пласман у Дивизија I група Б 2018. |

| #          | Репрезентација | Ут | П | Ппр | Ипр | И | ГД | ГП | ГР  | Бод |
| ---------- | -------------- | -- | - | --- | --- | - | -- | -- | --- | --- |
| 1. (17/48) | Аустрија       | 5  | 4 | 0   | 0   | 1 | 22 | 4  | +18 | 12  |
| 2. (18/48) | Јужна Кореја   | 5  | 3 | 1   | 0   | 1 | 14 | 11 | +3  | 11  |
| 3. (19/48) | Казахстан      | 5  | 3 | 1   | 0   | 1 | 13 | 10 | +3  | 11  |
| 4. (20/48) | Пољска         | 5  | 2 | 0   | 1   | 2 | 6  | 17 | -11 | 7   |
| 5. (21/48) | Мађарска       | 5  | 1 | 0   | 0   | 4 | 8  | 14 | -6  | 3   |
| 6. (22/48) | Украјина       | 5  | 0 | 0   | 1   | 4 | 7  | 14 | -7  | 1   |

### Појединачна признања и статистика
Најбољи играчи по избору организационог одбора
- Најбољи голман:  Бернхард Штаркбаум
- Најбољи одбрамбени играч:  Доминик Хајнрих
- Најбољи нападач:  Најџел Доус

Извор: IIHF.com
Идеала постава турнира по озбору новинара
- Најкориснији играч:  Томас Рафл
- Голман::  Бернхард Штаркбаум
- Одбрана:  Доминик Хајнрих /  Алекс Плант
- Напад:  Најџел Доус /  Томас Рафл /  Константин Комарек

Извор: IIHF.com

## Турнир групе Б
Такмичење у групи Б одржано је у периоду између 23. и 29. априла 2017. године, а све утакмице играле су се у леденој дворани ССЕ арена у Белфасту (капацитета око 11.000 седећих места). главном граду Северне Ирске. Турнир се одржавао по једнокружном лигашком бод систему свако са сваким у пет кола. Најбоље рангирана селекција обезбедила је пласман у виши ранг такмичења за наредну годину, односно у А групу прве дивизије, док последњепласирани тим испада у другу дивизију.
У односу на претходну годину новајлије у овом рангу такмичења су селекције Јапана, која је као последњепласирана испала годину дана раније из групе А, те селекција Холандије која је била најбоља на турниру друге дивизије годину дана раније.
Прво место на првенству освојила је репрезентација домаћина Велике Британије као једини тим са максималним учинком на турниру. Сребрну медаљу освојила је селекција Јапана, док је бронза припала репрезентацији Литваније. Последњепласирана, селекција Холандије испала је другу дивизију.
Најефикаснији играч турнира био је центар селекције Јапана Дајсуке Обара са 10 индексних поена.
На 15 одиграних утакмица постигнуто је укупно 103 голова или у просеку 6,87 голова по утакмици. Утакмице је пратило укупно 21.208 гледалаца или у просеку 1.414 гледалаца по утакмици.

### Судије
Међународна хокејашка федерација је за такмичење у овој групи делегирала укупно 11 судија, 4 главна и 7 помоћних:

| Главне судије - Жефри Барсел - Ђерђ Кинчеш - Кристијан Николић - Милан Зрнић | Linesmen - Али Флокхарт - Џејмс Каванаг - Мартон Немет - Давид Нотхегер - Маријуш Смура - Владимир Суслов - Александар Сисујев |

### Резултати групе Б
Сатница је по локалном времену (УТЦ+1)
| 23. април 2017. 12:30 | Холандија | 1 : 6 (0:2, 1:2, 0:2) | Јапан | ССЕ арена, Белфаст Посетилаца: 943 |

| Извор               | Извор                       | Извор | Извор           | Извор                                                        |
| ------------------- | --------------------------- | --- | --------------- | ------------------------------------------------------------ |
|                     | Фабијан Схотел              | Голмани | Јутака Фукуфуџи | Судије Милан Зрнић Линијске судије Али Флокхарт Мартон Немет |
| Стив Мејсон − 37:02 | 0:1 0:2 0:3 0:4 1:4 1:5 1:6 | 05:21 — Хирото Сато 13:59 — Кента Такаги 24:15 — Макуру Фурухаши 32:31 — Дајсуке Обара 41:39 — Дајсуке Обара 57:20 — Хироки Уено |                 | Судије Милан Зрнић Линијске судије Али Флокхарт Мартон Немет |
| 4 мин               | Искључења                   | 12 мин |                 | Судије Милан Зрнић Линијске судије Али Флокхарт Мартон Немет |
| 21                  | Шутеви на гол               | 39 |                 | Судије Милан Зрнић Линијске судије Али Флокхарт Мартон Немет |

| 23. април 2017. 16:00 | Хрватска | 2 : 4 (0:1, 1:0, 1:3) | Велика Британија | ССЕ арена, Белфаст Посетилаца: 1.830 |

| Извор                                      | Извор                   | Извор                                                                           | Извор     | Извор                                                                |
| ------------------------------------------ | ----------------------- | ------------------------------------------------------------------------------- | --------- | -------------------------------------------------------------------- |
|                                            | Мате Томљеновић         | Голмани                                                                         | Бен Боунс | Судије Ђерђ Кинчеш Линијске судије Давид Нотхегер Александар Сисујев |
| Мислав Благуш — 28:17 Дејвид Брајн — 54:25 | 0:1 1:1 1:2 1:3 2:3 2:4 | 15:30 — Роберт Дауд 46:46 — Дејвид Клерк 46:45 — Еван Моузи 58:56 — Расел Каули |           | Судије Ђерђ Кинчеш Линијске судије Давид Нотхегер Александар Сисујев |
| 10 мин                                     | Искључења               | 16 мин                                                                          |           | Судије Ђерђ Кинчеш Линијске судије Давид Нотхегер Александар Сисујев |
| 32                                         | Шутеви на гол           | 35                                                                              |           | Судије Ђерђ Кинчеш Линијске судије Давид Нотхегер Александар Сисујев |

| 23. април 2017. 19:30 | Естонија | 0 : 3 (0:1, 0:2, 0:0) | Литванија | ССЕ арена, Белфаст Посетилаца: 914 |

| Извор  | Извор               | Извор                                                                                                | Извор          | Извор                                                          |
| ------ | ------------------- | --- | -------------- | -------------------------------------------------------------- |
|        | Вилем Хенрик Коитма | Голмани                                                                                              | Артур Пављуков | Судије Милан Зрнић Линијске судије Џејсм Каванаг Маријуш Смура |
|        | 0:1 0:2 0:3         | 14:28 — Пијус Рулевичијус 30:18 — Ајварас Бенджијус 37:56 — Угнијус Чижас (Д. Плискаускас, А. Босас) |                | Судије Милан Зрнић Линијске судије Џејсм Каванаг Маријуш Смура |
| 16 мин | Искључења           | 12 мин                                                                                               |                | Судије Милан Зрнић Линијске судије Џејсм Каванаг Маријуш Смура |
| 13     | Шутеви на гол       | 33                                                                                                   |                | Судије Милан Зрнић Линијске судије Џејсм Каванаг Маријуш Смура |

| 24. април 2017. 12:30 | Јапан | 4 : 2 (2:0, 1:0, 1:2) | Хрватска | ССЕ арена, Белфаст Посетилаца: 351 |

| Извор                                                                            | Извор                   | Извор                                   | Извор          | Извор                                                             |
| -------------------------------------------------------------------------------- | ----------------------- | --------------------------------------- | -------------- | ----------------------------------------------------------------- |
|                                                                                  | Јутака Фукуфуџи         | Голмани                                 | Вилим Росандић | Судије Жофри Барсел Линијске судије Џејмс Каванаг Владимир Суслов |
| Казунари Коизуми − 08:40 Шо Сато − 16:40 Го Танака − 26:41 Јуширо Хирано − 46:57 | 1:0 2:0 3:0 3:1 4:1 4:2 | 45:36 − Енди Сертич 58:39 − Енди Сертич |                | Судије Жофри Барсел Линијске судије Џејмс Каванаг Владимир Суслов |
| 16 мин                                                                           | Искључења               | 24 мин                                  |                | Судије Жофри Барсел Линијске судије Џејмс Каванаг Владимир Суслов |
| 31                                                                               | Шутеви на гол           | 31                                      |                | Судије Жофри Барсел Линијске судије Џејмс Каванаг Владимир Суслов |

| 24. април 2017. 16:00 | Литванија | 8 : 0 (2:0, 4:0, 2:0) | Холандија | ССЕ арена, Белфаст Посетилаца: 519 |

| Извор | Извор                           | Извор   | Извор                       | Извор                                                          |
| --- | ------------------------------- | ------- | --------------------------- | -------------------------------------------------------------- |
| | Артур Пављуков Симас Балтрунас  | Голмани | Шурд Идзенга Фабијан Схотел | Судије Ђерђ Кинчеш Линијске судије Али Флокхарт Давид Нотхегер |
| Домантас Чипас − 03:27 Пијус Рулевичијус − 14:27 Угнијус Чижас − 30:45 Емилијус Кракаускас − 34:48 Едгар Рибаков − 35:26 Даријус Плискаускас − 36:08<br[[>Ајварас Бенџијус]] − 42:35 Паулијус Гинтаутас − 53:52 | 1:0 2:0 3:0 4:0 5:0 6:0 7:0 8:0 |         |                             | Судије Ђерђ Кинчеш Линијске судије Али Флокхарт Давид Нотхегер |
| 2 мин | Искључења                       | 10 мин  |                             | Судије Ђерђ Кинчеш Линијске судије Али Флокхарт Давид Нотхегер |
| 48 | Шутеви на гол                   | 25      |                             | Судије Ђерђ Кинчеш Линијске судије Али Флокхарт Давид Нотхегер |

| 24. април 2017. 19:30 | Велика Британија | 5 : 1 (2:0, 0:1, 3:0) | Естонија | ССЕ арена, Белфаст Посетилаца: 1.437 |

| Извор                                                                                                  | Извор                   | Извор   | Извор               | Извор                                                               |
| --- | ----------------------- | ------- | ------------------- | ------------------------------------------------------------------- |
| | Стивен Марфи            | Голмани | Вилем Хенрик Коитма | Судије Кристијан Николић Линијске судије Мартон Немет Маријуш Смура |
| Марк Гарсајд − 04:38 Дејв Филипс − 19:19 Лајам Стјуарт − 41:16 Дејвид Кларк − 44:02 Еван Моузи − 44:28 | 1:0 2:0 2:1 3:1 4:1 5:1 |         |                     | Судије Кристијан Николић Линијске судије Мартон Немет Маријуш Смура |
| 10 мин                                                                                                 | Искључења               | 6 мин   |                     | Судије Кристијан Николић Линијске судије Мартон Немет Маријуш Смура |
| 43 | Шутеви на гол           | 22      |                     | Судије Кристијан Николић Линијске судије Мартон Немет Маријуш Смура |

| 26. април 2017. 12:30 | Јапан | 6 : 2 (1:0, 3:1, 2:1) | Естонија | ССЕ арена, Белфаст Посетилаца: 575 |

| Извор | Извор                           | Извор                                       | Извор         | Извор                                                                 |
| --- | ------------------------------- | ------------------------------------------- | ------------- | --------------------------------------------------------------------- |
| | Јутака Фукуфуџи Такуто Онода    | Голмани                                     | Роман Шумихин | Судије Кристијан Николић Линијске судије Џејмс Каванаг Давид Нотхегер |
| Дајсуке Обара − 19:06 Кејго Миношима − 20:43 Дајсуке Обара − 31:48 Шого Накаџима − 33:29 Хироки Уено − 42:49 Го Танака − 44:13 | 1:0 2:0 3:0 4:0 4:1 4:2 5:2 6:2 | 34:26 − Рихо Ембрих 41:55 − Вадим Васјонкин |               | Судије Кристијан Николић Линијске судије Џејмс Каванаг Давид Нотхегер |
| 31 мин | Искључења                       | 35 мин                                      |               | Судије Кристијан Николић Линијске судије Џејмс Каванаг Давид Нотхегер |
| 31 | Шутеви на гол                   | 30                                          |               | Судије Кристијан Николић Линијске судије Џејмс Каванаг Давид Нотхегер |

| 26. април 2017. 16:00 | Холандија | 2 : 6 (0:4, 1:1, 1:1) | Хрватска | ССЕ арена, Белфаст Посетилаца: 703 |

| Извор                                                     | Извор                           | Извор | Извор           | Извор                                                         |
| --------------------------------------------------------- | ------------------------------- | --- | --------------- | ------------------------------------------------------------- |
|                                                           | Фабијан Схотел Шурд Идзенга     | Голмани | Мате Томљеновић | Судије Милан Зрнић Линијске судије Али Флокхарт Маријуш Смура |
| Рајмонд ван дер Шујт − 37:25 Рајмонд ван дер Шујт − 55:25 | 0:1 0:2 0:3 0:4 0:5 1:5 2:5 2:6 | 01:59 − Иван Јанковић 13:29 − Борна Рендулић 13:41 − Матија Миличић 13:50 − Лука Јарчов 21:35 − Мислав Благус 58:33 − Борна Рендулић |                 | Судије Милан Зрнић Линијске судије Али Флокхарт Маријуш Смура |
| 16 мин                                                    | Искључења                       | 8 мин |                 | Судије Милан Зрнић Линијске судије Али Флокхарт Маријуш Смура |
| 25                                                        | Шутеви на гол                   | 47 |                 | Судије Милан Зрнић Линијске судије Али Флокхарт Маријуш Смура |

| 26. април 2017. 19:30 | Велика Британија | 5 : 2 (4:1, 0:0, 1:1) | Литванија | ССЕ арена, Белфаст Посетилаца: 1.787 |

| Извор                                                                                                   | Извор                       | Извор                                        | Извор          | Извор                                                                  |
| --- | --------------------------- | -------------------------------------------- | -------------- | ---------------------------------------------------------------------- |
| | Бен Боунс                   | Голмани                                      | Артур Пављуков | Судије Жефри Барсел Линијске судије Александар Сисујев Владимир Суслов |
| Колин Шилдс − 01:41 Џонатан Филипс − 07:26 Еван Моузи − 12:55 Роберт Фармер − 16:15 Бен О’Конор − 47:47 | 1:0 1:1 2:1 3:1 4:1 4:2 5:2 | 02:12 − Арнолдас Босас 40:33 − Угнијус Чижас |                | Судије Жефри Барсел Линијске судије Александар Сисујев Владимир Суслов |
| 14 мин                                                                                                  | Искључења                   | 8 мин                                        |                | Судије Жефри Барсел Линијске судије Александар Сисујев Владимир Суслов |
| 38 | Шутеви на гол               | 30                                           |                | Судије Жефри Барсел Линијске судије Александар Сисујев Владимир Суслов |

| 28. април 2017. 12:30 | Литванија | 2 : 6 (0:1, 2:2, 0:3) | Јапан | ССЕ арена, Белфаст Посетилаца: 811 |

| Извор                                                 | Извор                           | Извор | Извор                        | Извор                                                              |
| ----------------------------------------------------- | ------------------------------- | --- | ---------------------------- | ------------------------------------------------------------------ |
|                                                       | Артур Пављуков                  | Голмани | Јутака Фукуфуџи Такуто Онода | Судије Ђерђ Кинчеш Линијске судије Али Флокхарт Александар Сисујев |
| Емилијус Кракаускас − 21:52 Марк Калејниковас − 25:16 | 0:1 1:1 1:2 2:2 2:3 2:4 2:5 2:6 | 02:23 − Макуру Фурухаши 23:47 − Дајсуке Обара 32:50 − Кента Такаги 47:13 − Јуши Накајашики 47:52 − Кента Такаги 54:51 − Го Танака |                              | Судије Ђерђ Кинчеш Линијске судије Али Флокхарт Александар Сисујев |
| 16 мин                                                | Искључења                       | 8 мин |                              | Судије Ђерђ Кинчеш Линијске судије Али Флокхарт Александар Сисујев |
| 27                                                    | Шутеви на гол                   | 42 |                              | Судије Ђерђ Кинчеш Линијске судије Али Флокхарт Александар Сисујев |

| 28. април 2017. 16:00 | Хрватска | 3 : 4 (0:1, 3:2, 0:1) | Естонија | ССЕ арена, Белфаст Посетилаца: 922 |

| Извор                                                               | Извор                       | Извор                                                                                    | Извор               | Извор                                                             |
| ------------------------------------------------------------------- | --------------------------- | ---------------------------------------------------------------------------------------- | ------------------- | ----------------------------------------------------------------- |
|                                                                     | Мате Томљеновић             | Голмани                                                                                  | Вилем Хенрик Коитма | Судије Жефри Барсело Линијске судије Мартон Немет Владимир Суслов |
| Мислав Благус − 23:18 Доминик Канает − 30:25 Борна Рендулић − 38:11 | 0:1 1:1 1:2 1:3 2:3 3:3 3:4 | 05:04 − Андреј Макров 26:45 − Роберт Роба 28:06 − Алексеј Сибирцев 40:23 − Андреј Макров |                     | Судије Жефри Барсело Линијске судије Мартон Немет Владимир Суслов |
| 4 мин                                                               | Искључења                   | 35 мин                                                                                   |                     | Судије Жефри Барсело Линијске судије Мартон Немет Владимир Суслов |
| 35                                                                  | Шутеви на гол               | 25                                                                                       |                     | Судије Жефри Барсело Линијске судије Мартон Немет Владимир Суслов |

| 28. април 2017. 19:30 | Велика Британија | 14 : 0 (3:0, 5:0, 6:0) | Холандија | ССЕ арена, Белфаст Посетилаца: 3.005 |

| Извор | Извор                                                        | Извор   | Извор                       | Извор                                                          |
| --- | ------------------------------------------------------------ | ------- | --------------------------- | -------------------------------------------------------------- |
| | Стивен Марфи                                                 | Голмани | Шурд Идзенга Фабијан Схотел | Судије Милан Зрнић Линијске судије Давид Нотегер маријуш Смура |
| Колин Шилдс – 04:14 Џонатан Филипс – 04:50 Самјуел Дуган – 18:39 Брендан Брукс – 21:34 Крег Пикок – 31:02 Роберт Лаховиц – 31:23 Колин Шилдс – 32:17 Самјуел Дуган – 34:51 Лајам Стјуарт − 43:25 Роберт Доуд – 47:23 Колин Шилдс – 49:32 Метју Мајерс – 53:00 Брендан Брукс – 54:16 Роберт Доуд – 56:16 | 1:0 2:0 3:0 4:0 5:0 6:0 7:0 8:0 9:0 10:0 11:0 12:0 13:0 14:0 |         |                             | Судије Милан Зрнић Линијске судије Давид Нотегер маријуш Смура |
| 10 мин | Искључења                                                    | 12 мин  |                             | Судије Милан Зрнић Линијске судије Давид Нотегер маријуш Смура |
| 56 | Шутеви на гол                                                | 11      |                             | Судије Милан Зрнић Линијске судије Давид Нотегер маријуш Смура |

| 29. април 2017. 12:30 | Литванија | 3 : 1 (1:1, 1:0, 1:0) | Хрватска | ССЕ арена, Белфаст Посетилаца: 1.343 |

| Извор                                                                 | Извор           | Извор                | Извор          | Извор                                                                 |
| --------------------------------------------------------------------- | --------------- | -------------------- | -------------- | --------------------------------------------------------------------- |
|                                                                       | Артур Пављуков  | Голмани              | Вилим Росандић | Судије Ђерђ Кинчеш Линијске судије Александар Сисујев Владимир Суслов |
| Миндаугас Кјерас − 16:41 Едгар Проценко − 24:23 Угнијус Чижас − 45:13 | 0:1 1:1 2:1 3:1 | 10:18 − Лука Микулић |                | Судије Ђерђ Кинчеш Линијске судије Александар Сисујев Владимир Суслов |
| 6 мин                                                                 | Искључења       | 10 мин               |                | Судије Ђерђ Кинчеш Линијске судије Александар Сисујев Владимир Суслов |
| 26                                                                    | Шутеви на гол   | 26                   |                | Судије Ђерђ Кинчеш Линијске судије Александар Сисујев Владимир Суслов |

| 29. април 2017. 16:00 | Естонија | 4 : 3 (1:2, 1:1, 2:0) | Холандија | ССЕ арена, Белфаст Посетилаца: 1.608 |

| Извор                                                                                 | Извор                       | Извор                                                                | Извор          | Извор                                                            |
| ------------------------------------------------------------------------------------- | --------------------------- | -------------------------------------------------------------------- | -------------- | ---------------------------------------------------------------- |
|                                                                                       | Вилем Хенрик Коитма         | Голмани                                                              | Фабијан Схотел | Судије Жефри Барсело Линијске судије Џејмс Каванаг маријуш Смура |
| Роберт Роба − 17:54 Роберт Роба − 37:08 Александар Петров − 47:58 Роберт Роба − 53:38 | 0:1 0:2 1:2 1:3 2:3 3:3 4:3 | 0:115:12 − Гус ван Нес 16:43 − Џефри Мелисант 28:40 − Кевин Бријстен |                | Судије Жефри Барсело Линијске судије Џејмс Каванаг маријуш Смура |
| 56 мин                                                                                | Искључења                   | 62 мин                                                               |                | Судије Жефри Барсело Линијске судије Џејмс Каванаг маријуш Смура |
| 35                                                                                    | Шутеви на гол               | 24                                                                   |                | Судије Жефри Барсело Линијске судије Џејмс Каванаг маријуш Смура |

| 29. април 2017. 19:30 | Јапан | 0 : 4 (0:1, 0:3, 0:0) | Велика Британија | ССЕ арена, Белфаст Посетилаца: 4.460 |

| Извор  | Извор           | Извор                                                                               | Извор     | Извор                                                               |
| ------ | --------------- | ----------------------------------------------------------------------------------- | --------- | ------------------------------------------------------------------- |
|        | Јутака Фукуфуџи | Голмани                                                                             | Бен Боунс | Судије Кристијан Николић Линијске судије Мартон Немет Давид Нотегер |
|        | 0:1 0:2 0:3 0:4 | 17:42 − Роберт Доуд 24:37 − Брендан Брукс 29:19 − Метју Мајерс 37:55 − Метју Мајерс |           | Судије Кристијан Николић Линијске судије Мартон Немет Давид Нотегер |
| 14 мин | Искључења       | 6 мин                                                                               |           | Судије Кристијан Николић Линијске судије Мартон Немет Давид Нотегер |
| 20     | Шутеви на гол   | 38                                                                                  |           | Судије Кристијан Николић Линијске судије Мартон Немет Давид Нотегер |

#### Табела групе Б
|  | Пласман на СП 2018, Дивизија I група А |
|  | Пласман у Дивизија II група А 2018.    |

| #          | Репрезентација   | Ут | П | Ппр | Ипр | И | ГД | ГП | ГР  | Бод |
| ---------- | ---------------- | -- | - | --- | --- | - | -- | -- | --- | --- |
| 1. (23/48) | Велика Британија | 5  | 5 | 0   | 0   | 0 | 32 | 5  | +27 | 15  |
| 2. (24/48) | Јапан            | 5  | 4 | 0   | 0   | 1 | 22 | 11 | +11 | 12  |
| 3. (25/48) | Литванија        | 5  | 3 | 0   | 0   | 2 | 18 | 12 | +6  | 9   |
| 4. (26/48) | Естонија         | 5  | 2 | 0   | 0   | 3 | 11 | 20 | -9  | 6   |
| 5. (27/48) | Хрватска         | 5  | 1 | 0   | 0   | 4 | 14 | 17 | -3  | 3   |
| 6. (28/48) | Холандија        | 5  | 0 | 0   | 0   | 5 | 6  | 38 | -32 | 0   |

### Појединачна признања и статистика
Најбољи играчи по избору организационог одбора
- Најбољи голман:  Јутака Фукуфуџи
- Најбољи одбрамбени играч:  Бен О’Конор
- Најбољи нападач:  Колин Шилдс

Извор: 